# Arachniodes chaerophylloides
Arachniodes chaerophylloides là một loài thực vật có mạch trong họ Dryopteridaceae. Loài này được (Poir.) Proctor miêu tả khoa học đầu tiên năm 1982.